# Актинг аут
Актинг аут (на српском би се ова појава превела као "глуматање") је изражавање снажних емоција кроз понашање пре него кроз речи. Уместо да прича о својим страховима, жељама и конфликтима, клијент их „глуми“ у стварности, што је супституција потиснутих прошлих догађаја и односа. Актинг аут представља понављање прошлих искустава у актуелној стварности што омогућава реализацију терапеутских процедура и циљева.